# WGC - Matchplay 2010

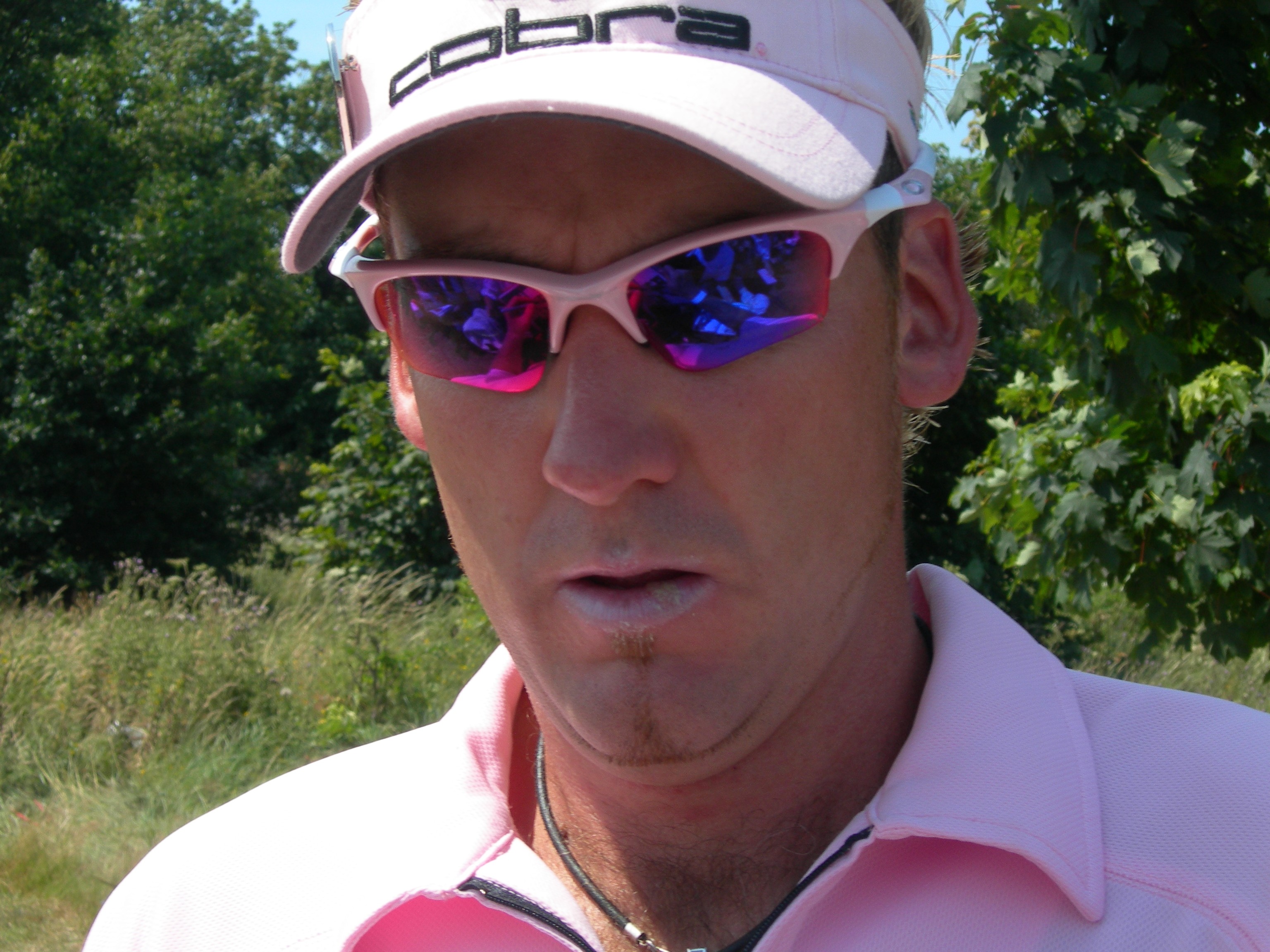
Winnaar Ian Poulters

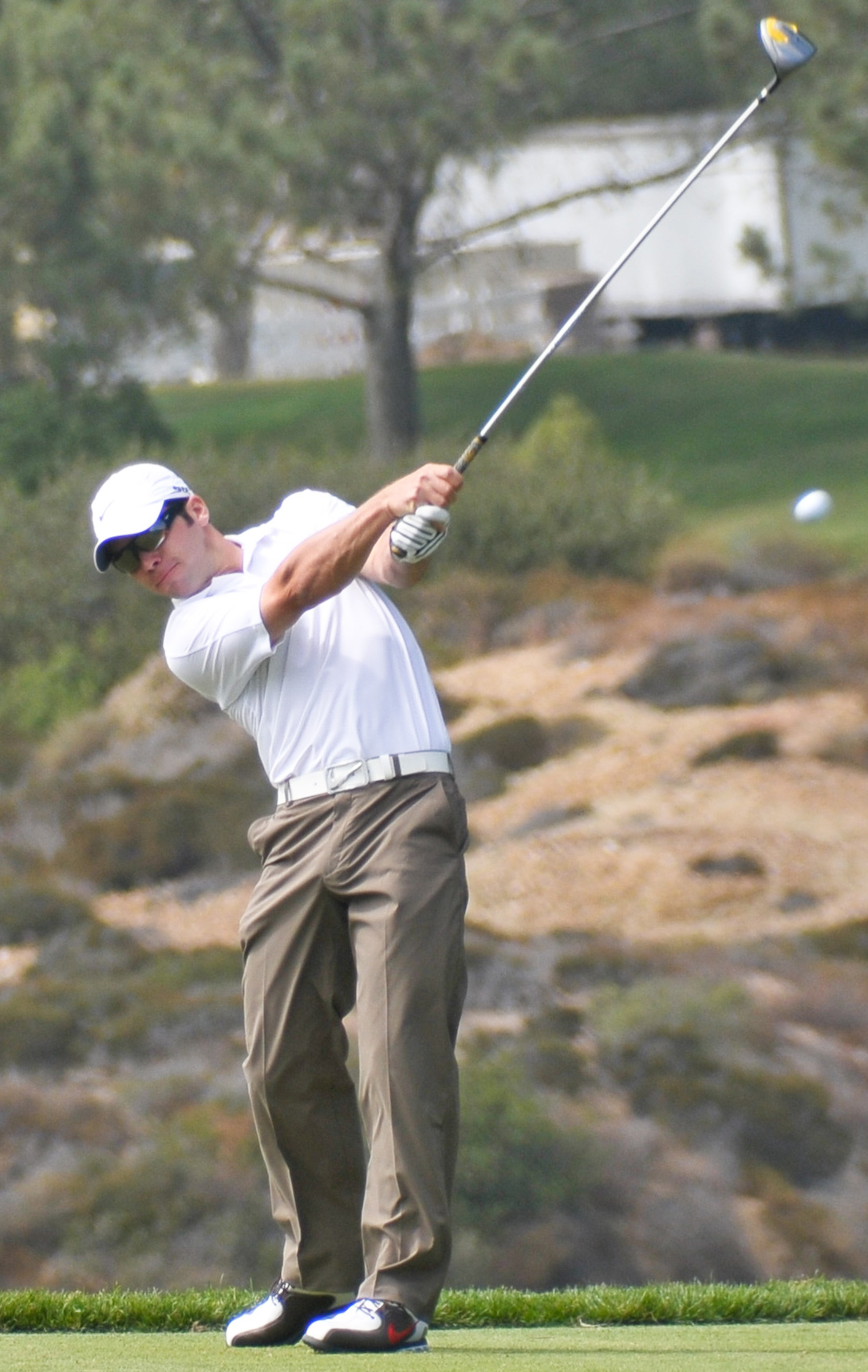
Finalist Paul Casey

Het WGC - Matchplay van 2010 werd van woensdag 17 februari tot en met zondag 21 februari 2010 gespeeld op  de Ritz-Carlton Golf Club in Arizona, waar de met cactus begroeide baan in 2008 werd aangelegd door Jack Nicklaus. Het toernooi telt mee voor de Amerikaanse en Europese PGA Tour en de Japan Golf Tour. 
De top-64 spelers van de Official World Golf Ranking van 7 februari 2010 wordt daarvoor gehanteerd. Nummer 1 Tiger Woods en nummer 3 Phil Mickelson hebben het toernooi afgezegd, waardoor nummer 65 en 66 (Chris Wood en Ross McGowan) mogen meedoen. Voor dit toernooi is Steve Stricker de hoogstgeplaatste speler. Hij won de week voor dit toernooi het Northern Trust Open in de VS en staat nu op de tweede plaats van de wereldranglijst.

## De spelers
Twintig van de 64 spelers hebben de Amerikaanse nationaliteit, elf komen uit Engeland en niet één uit Schotland. Er staan steeds meer verschillende nationaliteiten in de top van de wereldranglijst.
Sergio García doet dit jaar voor de 9de keer mee, Paul Casey voor de 8ste keer en Ian Poulter voor de 7de keer. Mogelijk helpt de ervaring hen naar de laatste ronde. Camilo Villegas doet nu voor de 3de keer mee, alle andere spelers hebben maximaal één keer eerder meegedaan. Er zijn vijftien spelers die voor de eerste keer meedoen. De oudste van hen is  Thongchai Jaidee. Voor de eerste keer zullen twee broers meedoen: Edoardo en Francesco Molinari.
Er doen vier voormalige winnaars mee: Geoff Ogilvy, Henrik Stenson (2007), Steve Stricker (2001) en David Toms (2006). Toms was toen 38 jaar en de oudste winnaar van het toermnooi, maar nu verliest hij in de eerste ronde van Sergio Garcia. Stewart Cink (2008) en Paul Casey (2009) kwamen eerder tot de finale. De jongste deelnemer is de 18-jarige Ryo Ishikawa uit Japan, de oudste deelnemer is de Amerikaan Kenny Perry.

## Woensdag 64 spelers
De spelers zijn in vier groepen verdeeld, die ieder de naam van een beroemde speler hebben gekregen. De eerste ronde spelen de nummers 1 tegen 2, 3 tegen 4 etc zodat er na de ronde per groep nog maar 8 spelers over zijn. De gebroeders Molinari zijn in deze eerste ronde allebei uitgeschakeld. Ook Lucas Glover, winnaar in 2009 van het US Open, komt niet verder dan de eerste ronde.
| Groep 1, Bobby Jones 1. Steve Stricker 2. Ross McGowan - 19de hole 3. Ryo Ishikawa - 2 up 4. Michael Sim 5. Robert Karlsson - 20ste hole 6. Rory Sabbatini 7. Ross Fisher 8. Thongchai Jaidee - 5&4 9. Pádraig Harrington 10. Jeev Milkha Singh - 3&1 11. Anthony Kim 12. Matt Kuchar - 3&2 13. Ian Poulter - 19de hole 14. Justin Leonard 15. Ángel Cabrera 16. Adam Scott - 3&2 | Groep 2, Ben Hogan 1. Martin Kaymer - 4&2 2. Chad Campbell 3. Vijay Singh 4. Tim Clark - 1up 5. Sergio García - 2up 6. David Toms 7. Lucas Glover 8. Anders Hansen - 2&1 9. Rory McIlroy - 1up 10. Kevin Na 11. Miguel Jiménez 12. Oliver Wilson - 3&2 13. Robert Allenby - 4&2 14. Peter Hanson 15. Luke Donald - 2&1 16. Graeme McDowell | Groep 3, Gary Player 1. Lee Westwood - 3&1 2. Chris Wood 3. Nick Watney - 4&3 4. Yuta Ikeda 5. Ernie Els - 4&3 6. Ryan Moore 7. Retief Goosen - 3&2 8. Søren Hansen 9. Henrik Stenson 10. Ben Crane - ¹) 11. YE Yang - 2&1 12. Søren Kjeldsen 13. Geoff Ogilvy - 7&5 14. Alexander Norén 15. Camilo Villegas - 4&3 16. Dustin Johnson | Groep 4, Sam Snead 1. Jim Furyk - 2&1 2. Scott Verplank 3. Hunter Mahan 4. Charl Schwartzel - 2&1 5. Sean O'Hair - 3&1 6. Simon Dyson 7. Stewart Cink - 2 up 8. Edoardo Molinari 9. Paul Casey - 5&4 10. Stephen Ames 11. Alvaro Quiros 12. Mike Weir - 8&6 13. Kenny Perry 14. Brian Gay - 2&1 15. Zach Johnson - 21ste hole 16. Francesco Molinari |

Achter de namen van de winnaars staan de scores waarmee zij gewonnen hebben.

¹) Henrik Stenson heeft griep en heeft na de eerste hole zijn partij gewonnen gegeven.

## Donderdag 32 spelers
| Groep 1, Bobby Jones 1. Ross McGowan 2. Ryo Ishikawa - 2 up 3. Robert Karlsson 4. Thongchai Jaidee - 4&3 5. Jeev Milkha Singh - 1 up 6. Matt Kuchar 7. Ian Poulter - 2&1 8. Adam Scott | Groep 2, Ben Hogan 1. Martin Kaymer 2. Tim Clark - 3&2 3. Sergio García - 2&1 4. Anders Hansen 5. Rory McIlroy 6. Oliver Wilson - 20ste hole 7. Robert Allenby 8. Luke Donald - 6&5 | Groep 3, Gary Player 1. Lee Westwood 2. Nick Watney - 2&1 3. Ernie Els 4. Retief Goosen - 20ste hole 5. Ben Crane - 3&2 6. YE Yang 7. Geoff Ogilvy 8. Camilo Villegas - 2&1 | Groep 4, Sam Snead 1. Jim Furyk 2. Charl Schwartzel - 3&2 3. Sean O'Hair 4. Stewart Cink - 1 up 5. Paul Casey - 5&4 6. Mike Weir 7. Brian Gay - 2 up 8. Zach Johnson |

Achter de namen van de winnaars staan de scores waarmee zij gewonnen hebben.

## Vrijdag 16 spelers
| Groep 1, Bobby Jones 1. Ryo Ishikawa 2. Thongchai Jaidee - 5&4 3. Jeev Milkha Singh 4. Ian Poulter - 5&4 | Groep 2, Ben Hogan 1. Tim Clark 2. Sergio García - 2&1 3. Oliver Wilson - 20ste hole 4. Luke Donald | Groep 3, Gary Player 1. Nick Watney 2. Retief Goosen - 1 up 3. Ben Crane 4. Camilo Villegas - 3&2 | Groep 4, Sam Snead 1. Charl Schwartzel 2. Stewart Cink - 19de hole 3. Paul Casey - 5&4 4. Brian Gay |

## Zaterdag 8 spelers

##### Kwartfinale
's Ochtends speelden de 8 spelers die nog over waren.
| Groep 1, Bobby Jones 1. Thongchai Jaidee 2. Ian Poulter - 1 up | Groep 2, Ben Hogan 1. Sergio García - 4&3 2. Oliver Wilson | Groep 3, Gary Player 1. Retief Goosen 2. Camilo Villegas - 4&3 | Groep 4, Sam Snead 1. Stewart Cink 2. Paul Casey - 6&4 |

##### Halve finale

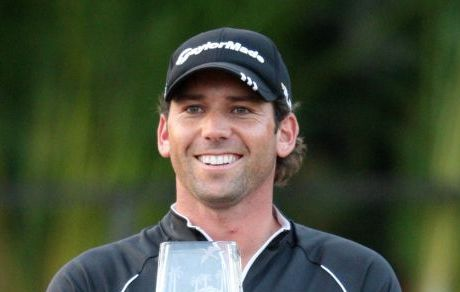
Sergio García, troostfinale

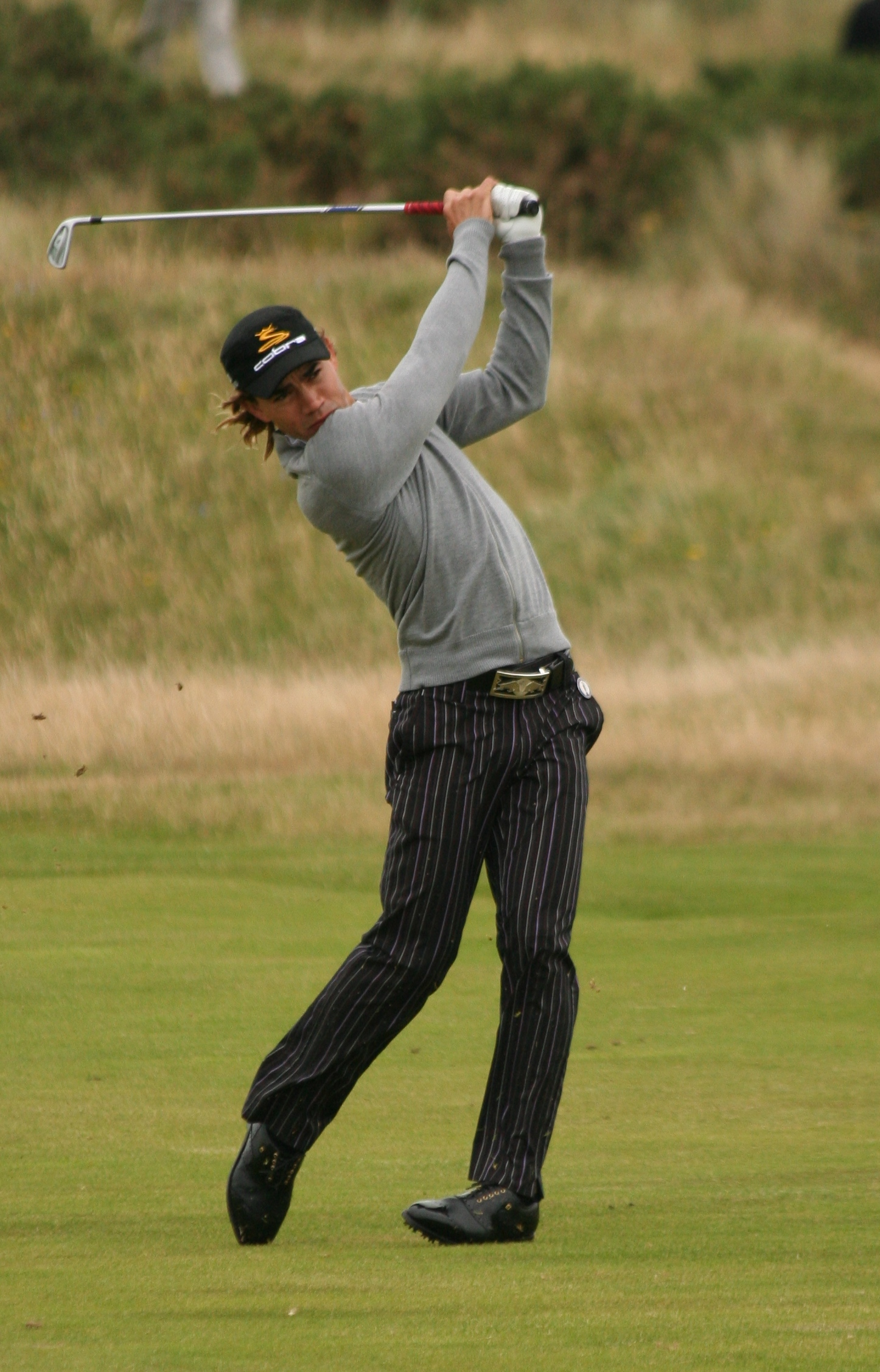
Camilo Villegas, troostfinale

's Middags speelden de winnaars van de groepen 1 en 2 tegen elkaar: Poulter tegen García, en de winnaars van de groepen 3 en 4: Villegas tegen Casey. Maar één speler uit de top-10 van de wereldranglijst stond in de kwartfinale, Paul Casey (nr 8).  
1. Ian Poulter speelde tegen Sergio García, die de eerste hole verloor, de tweede hole terugwon en daarna de partij uit handen gaf. García verloor al op hole 12. Poulter won met 7&6. Hij evenaart daarmee 7 spelers, die eerder met zo'n ruime marge wonnen, waaronder García, die in 2000 Mike Weir versloeg. Tiger Woods spant de kroon, hij won in 2008 met 9&8 van Stephen Ames en won daarna de finale met 8&7 van Stewart Cink. Stephen Ames won in 2007 met 8&7 van Robert Karlsson.
2. Camilo Villegas en Paul Casey hielden elkaar meer in evenwicht. Casey begon met een dubbel-bogey op hole 1, en gaf ook hole 3 weg, maar Villegas maakte een bogey op hole 7 en Casey een birdie op hole 13, waarna ze weer 'all square' stonden. Daarna maakte Casey een birdie op hole 15 en gaf zijn voorsprong op de 18de hole weer weg. Het werd dus een sudden death. Na vijf extra holes stonden de heren nog steeds gelijk en werd de partij afgebroken omdat het donker werd. 
 Het was vooral een ronde waar beide spelers holes met bogeys verloren, en niet een ronde waar ze holes met birdies wonnen. Villegas en Casey scoorden beiden +3 over de eerste 18 holes en op de 23ste hole maakten beiden een bogey.

## Zondag 4 spelers
De partij tussen Villegas en Casey moest eerst nog beslist worden. Op hun 24ste hole, een par 3, maakte Casey een bogey en won.

##### Finale
De finalisten waren dus twee Engelse spelers, Poulter en Casey. Zij speelden 36 holes om te bepalen wie de matchplaykampioen werd. Indien nodig zou er doorgespeeld worden. In 1999 had Jeff Maggert 38 holes nodig om Andrew Magee te verslaan. Opvallend is dat er voor het eerst in de historie van dit evenement geen Amerikaan in de finale zit. 
Ian Poulter stond vanaf de zevende hole steeds 'up' en won uiteindelijk met 4&2. Hij maakte in die 32 holes acht birdies en een bogey, Casey maakte 5 birdies, een eagle en een bogey.

##### Troostfinale
Sergio García en Camilo Villegas speelden 18 holes om de derde en vierde plaats. Villegas won dit met 5&4, vier van de winnende holes waren birdies.